# Stora vänliga jätten
Stora vänliga jätten (originaltitel: The BFG) är en amerikansk fantasy- och äventyrsfilm från 2016 regisserad av Steven Spielberg och skriven av Melissa Mathison, baserad på romanen SVJ av Roald Dahl. Filmens protagonister spelas av Mark Rylance, Ruby Barnhill, Penelope Wilton, Jemaine Clement, Rebecca Hall, Rafe Spall och Bill Hader.
Filmen är samproducerad av Walt Disney Pictures, Dreamworks Pictures, Amblin Entertainment och Walden Media.
Filmen hade världspremiär 14 maj vid Filmfestivalen i Cannes 2016 samt biopremiär (i bland annat USA) den 1 juli 2016. I Sverige hade filmen premiär den 22 juli 2016.

## Rollista i urval
| Figur                | Skådespelare    | Svensk röst        |
| -------------------- | --------------- | ------------------ |
| Stora vänliga jätten | Mark Rylance    | Jacob Nordenson    |
| Sophie               | Ruby Barnhill   | Sally Martin       |
| Drottningen          | Penelope Wilton | Irene Lindh        |
| Köttslamsätaren      | Jemaine Clement | Jan Åström         |
| Mary                 | Rebecca Hall    | Elisabet Carlsson  |
| Mr. Tibbs            | Rafe Spall      | Anders Johannisson |
| Blodsugaren          | Bill Hader      | Björn Bengtsson    |

- Översättare: Vicki Benckert
- Baserad på bokens översättning av: Meta Ottosson
- Regissör: Daniel Sjöberg
- Inspelningstekniker: John Kristiansson
- Mixtekniker: John Strandskov
- Produktionsledare: Niclas Ekstedt
- Dubbningsstudio: Dubberman
- Svensk version producerad av: Dubberman A/S